# ماچی میخالسکی
ماچی میخالسکی (انگلیسی: Maciej Michalski؛ زادهٔ ۲۶ نوامبر ۱۹۸۱) یک  کارگردان فیلم اهل لهستان است.
او بیشتر بابت ساخت ویدئوکلیپ‌های جاستینا استچکووسکا شهرت دارد.